# Mokřad u Rondelu
Mokřad u Rondelu je přírodní památka v katastrálním území města Havířov v okrese Karviná a obce Šenov v okrese Ostrava-město při soutoku řek Lučina a Sušanka v Moravskoslezském kraji poblíž silnice I/11. Důvodem ochrany je mokřadní společenstvo na antropogenně vytvořeném terénu zahrnující cenná společenstva bývalého rybníka a mokřadní biotopy v různém stupni vegetační sukcese. Území je zařazeno mezi evropsky významné lokality Natura 2000. Žije zde čolek velký (Triturus cristatus) a roste orobinec úzkolistý (Typha angustifolia).